# Operación Shmone
La operación Shmone (en hebreo: מִבְצָע שְׁמוֹנֶה‎, trans. Mivtzá Shmone, lit. Operación Ocho) fue una operación militar israelí llevada a cabo en contra del fuerte de policía de Irak Suwaydan, ocupado por los egipcios, en la guerra árabe-israelí de 1948. La batalla se libró entre las Fuerzas de Defensa de Israel y el ejército egipcio el 9 de noviembre de 1948, y terminó en una victoria israelí, tras numerosos intentos israelíes previos de capturar el fuerte, dos de ellos en la Operación Yoav apenas unas semanas antes.
Las brigadas israelíes Guivati y 8ª atacaron la fortaleza en plena luz del día después de una descarga de artillería pesada. Después de una explosión, que creó un agujero a través de la pared de la fortaleza, las fuerzas egipcias se rindieron. La captura del fuerte llevó a la evacuación egipcia de Bayt 'Affa y otras posiciones cercanas, reduciendo la asediada bolsa de Faluya a los pueblos de Faluya e Irak al-Manshiyya.

## Antecedentes
El fuerte de policía de Irak Suwaydan fue construido junto con los otros fuertes británicos Tegart a raíz de la revuelta árabe de 1936-1939 en Palestina. Ocupó un lugar estratégico con vista a la carretera Majdal-Hebrón y el cruce con la carretera del interior del Néguev. Cuando los británicos se retiraron de la zona en mayo de 1948, el fuerte fue entregado a las fuerzas de la Hermandad Musulmana. Fue un gran obstáculo para el transporte israelí al enclave del Néguev y sirvió como una base avanzada en contra de las posiciones israelíes en la zona, incluyendo el kibutz Negba. Los israelíes apodaron al fuerte «El Monstruo de la colina».
Antes de la Operación Shmone, los israelíes hicieron siete intentos de capturar el fuerte durante toda la guerra. El primero se realizó el 13 de mayo, justo después de que la Hermandad Musulmana ocupara el edificio. El 53.er Batallón de la brigada Guivati estaba esperando hallar el lugar desierto, pero se encontró con fuego y se retiró. Otros tres intentos se hicieron antes de la primera tregua (11 de junio); entre el 18 y el 19 de mayo, las fuerzas de los batallones 53.er y 54.º atacaron desde el norte y fueron rechazadas. Las mismas unidades repitieron su intento dos días más tarde, pero tampoco lograron capturar el fuerte. Por último, una unidad de la brigada Néguev intentó y fracasó en la misma tarea en la noche del 10 al 11 de junio.
El siguiente y quinto ataque israelí llegó el 8-9 de julio, durante la operación An-Far en las batallas de los Diez Días. La Brigada Néguev estuvo cerca de llegar a la fortaleza en sí, después de cortar cuatro vallas periféricas, pero se retiró debido a la escasez de municiones.

## Preludio

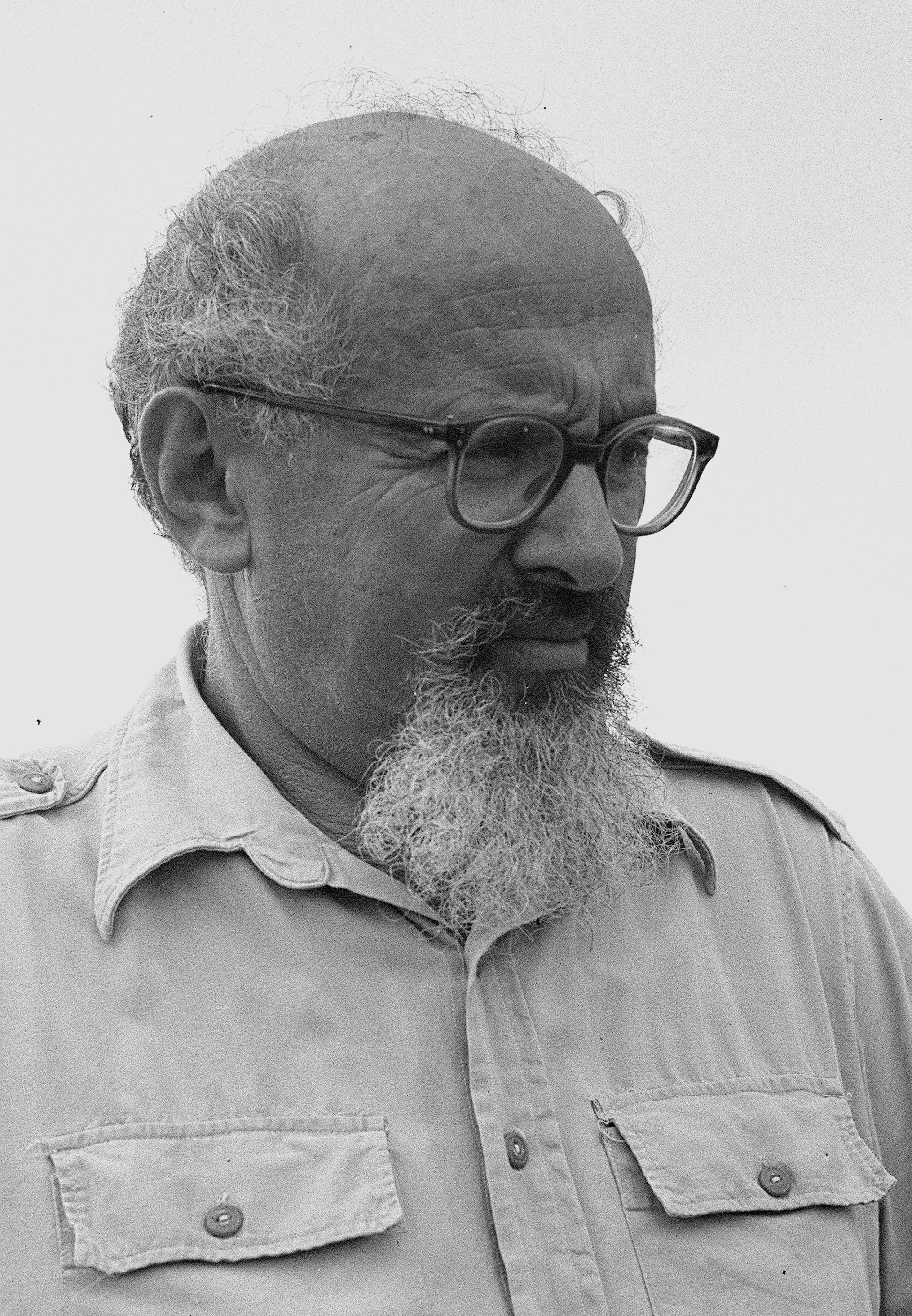
Yitzhak Sadeh.

Ningún nuevo intento de capturar el fuerte se hizo hasta la reanudación de las hostilidades en las batallas del Corredor de Separación, durante la operación Yoav. El 19-20 y 21-22 de octubre, el 51° Batallón de la brigada Guivati atacó desde el sur, y en su segundo intento logró llegar a la fortaleza en sí. Sin embargo, también eran incapaz de ocupar la estructura y se retiró. A pesar de los fracasos, los israelíes lograron rodear la 4ª Brigada egipcia en el área alrededor de Faluya en la operación Yoav (la denominada bolsa de Faluya), impidiendo el refuerzo y el reabastecimiento exterior. Esto allanó el camino para la operación Shmone (literalmente, Ocho), llamada así porque sería el octavo ataque israelí a la ubicación.
La operación fue propuesta por el comandante de la 8ª brigada, Yitzhak Sadeh, y llevada a cabo por elementos de la misma. Sadeh realizó una amplia investigación sobre la posibilidad de un ataqó que laue, y concluy defensa de la fortaleza era perfecta y ni un ataque sorpresa ni una maniobra ingeniosa ganaría la batalla. Él propuso realizar el ataque durante el día y aprovechar la potencia de fuego abrumadora. El plan para el ataque de artillería fue presentado por el oficial subalterno Dan Kessler. Tres oleadas de atacantes se prepararon: dos para el asalto y una como reserva operacional. Varios ataques de distracción también se llevarían a cabo en Irak al-Manshiyya y el pueblo de Irak Suwaydan.

## La batalla

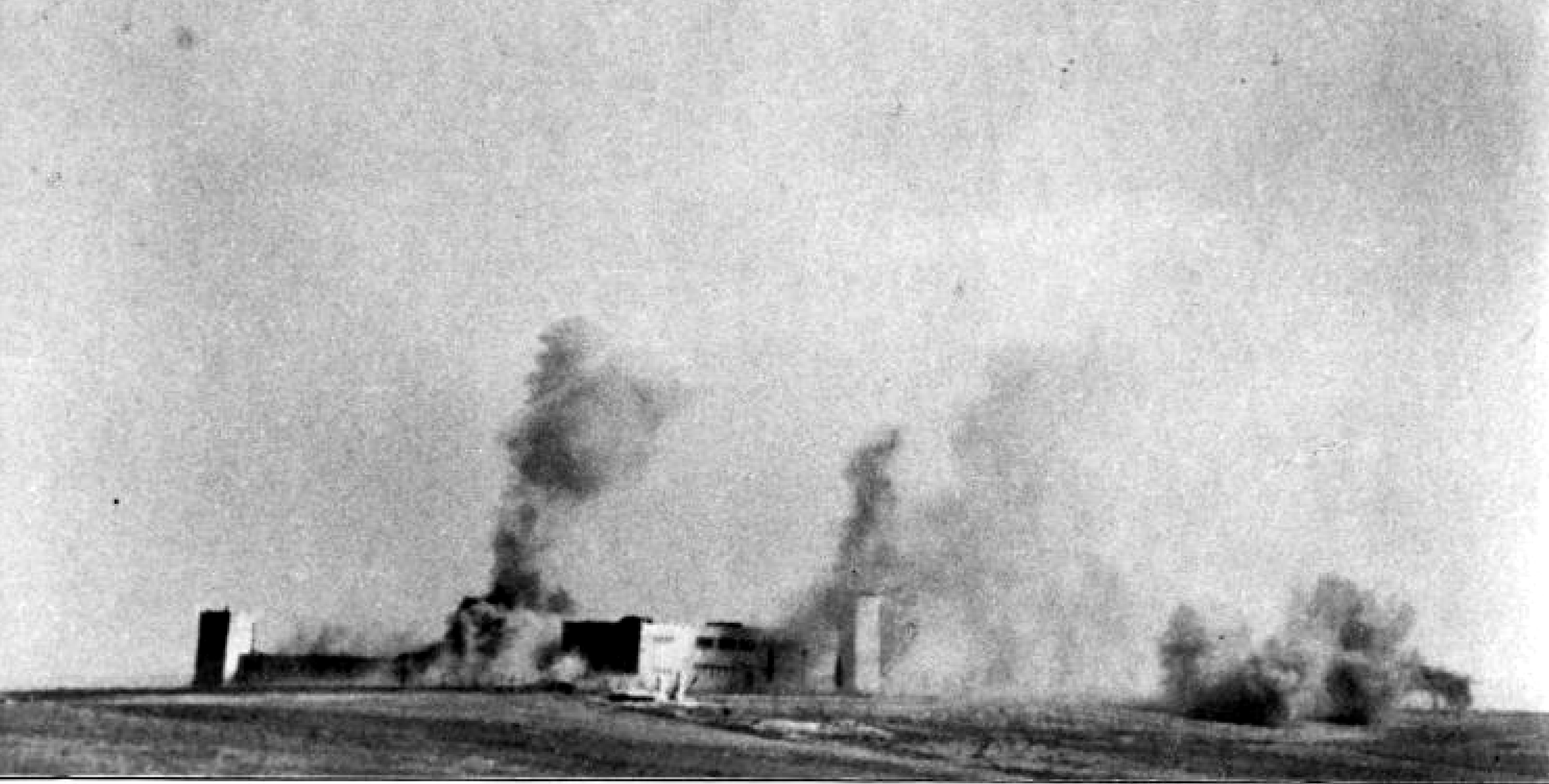
Bombardeo israelí del fuerte de policía de Irak Suwaydan.

La operación comenzó a las 14:00 horas del 9 de noviembre de 1948, con una descarga de artillería de un número de unidades: dos baterías de 75 mm de Saint Chamond-Mondragón (Cucaracha), dos baterías de cañones Krupp de 75 mm, varios de 6 libras y 16 morteros de 120 mm con retraso en los fusibles. Los cañones dispararon directamente, con el fin de obligar a los egipcios a abandonar sus puestos defensivos e ir dentro del edificio. Las ametralladoras del 51° Batallón de la brigada Guivati también se posicionaron en el oeste de la fortaleza para proporcionar fuego de cobertura.
Los israelíes seleccionaron al suroeste como la dirección del ataque principal, a fin de evitar el pueblo Bayt 'Affa, ocupado por los egipcios, que era defendido por 2-3 compañías y un número de 6 libras que podrían utilizarse para disparar a los israelíes. Esto también se aseguró de que la puesta del sol trabajaría contra el lado egipcio, que sería cegado. La fuerza de ataque consistía en tropas de la 8ª Brigada: dos tanques, dos semiorugas armadas con 6 libras y dos semiorugas armadas con lanzallamas. El asalto comenzó a las 15:45 horas, bajo el mando de Abraham «Kiki» Elkin (que más tarde fue ascendido a teniente coronel), y todo el tiempo el fuerte fue sometido a fuego de artillería. A las 15:47 horas, la bandera egipcia en la torre sureste fue derribada por un proyectil, lo que elevó significativamente la moral israelí. Yitzhak Sadeh escribió: «La bandera es un símbolo. Supongo que nuestro pueblo ‹seco› tiene los símbolos en alta estima. Cuando cayó la bandera, para ellos parecía que la victoria estaba en la bolsa». A las 16:00 horas, las fuerzas israelíes atravesaron las vallas periféricas sin encontrar resistencia.

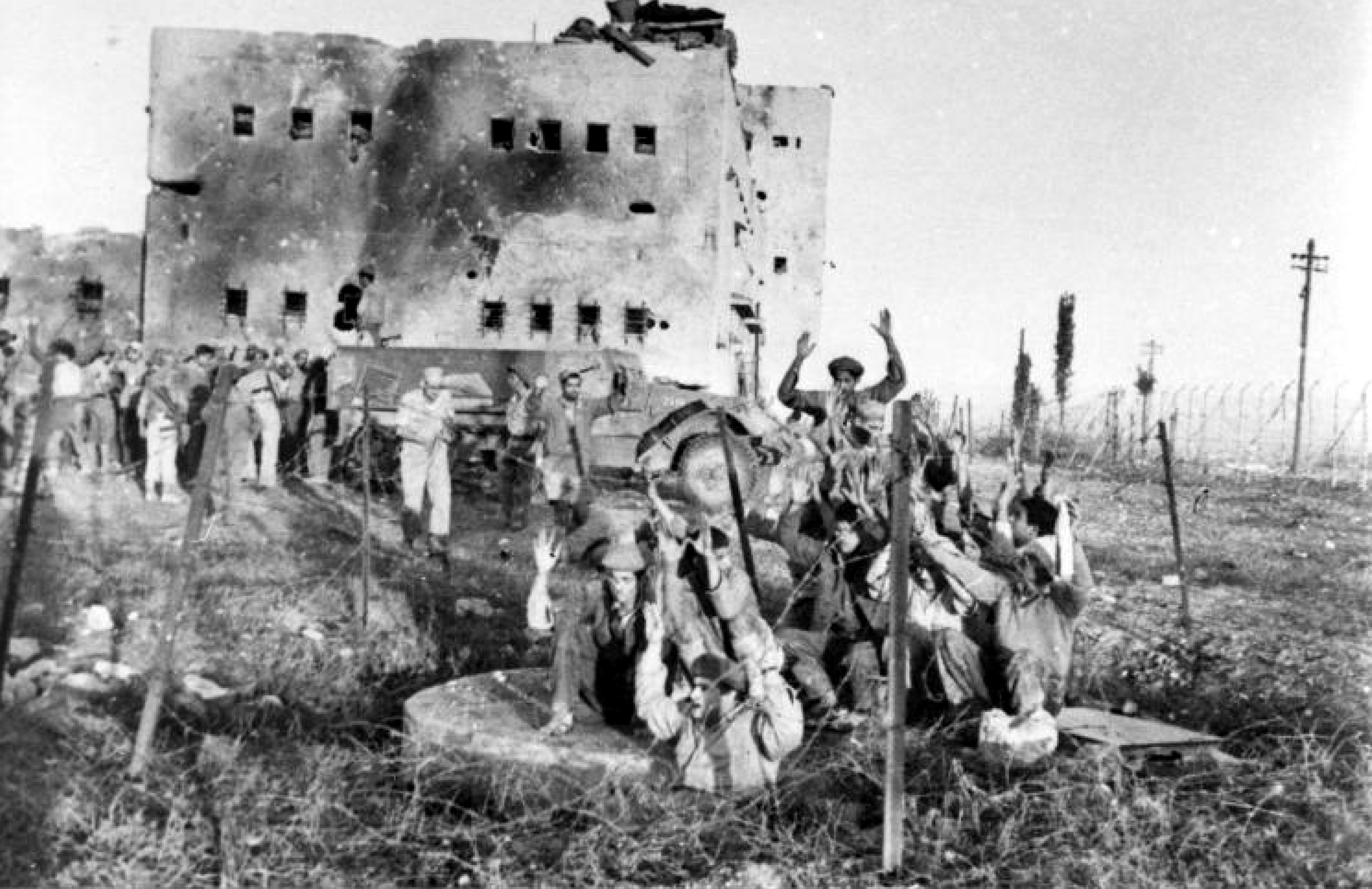
Prisioneros egipcios tomados en Irak Suwaydan bajo el bombardeo.

Después de un orificio fue volado a través de la pared exterior de la fortaleza, los 180 soldados egipcios restantes se rindieron sin luchar. Hubo pocas bajas israelíes. Además de los prisioneros de guerra, los israelíes capturaron cuatro ametralladoras medianas, dos morteros de 3" y un número de PIATs. Después de la rendición de la fortaleza, los egipcios decidieron evacuar las posiciones cercanas, incluyendo Bayt 'Affa, el pueblo de Irak Suwaydan y las posiciones al oeste de Faluya. Los israelíes inmediatamente aprovecharon su victoria, tomando las colinas 112.4, 112.6, 120.4 y 128.6, el 9 de noviembre, y las siete colinas al oeste de Faluya el 10 de noviembre, que habían fallado en tomar por la fuerza sólo una semana antes.
Mientras tanto, las fuerzas mecanizadas israelíes se encontraron con una fuerte resistencia en el pueblo de Irak Suwaydan, y dos vehículos blindados fueron alcanzados por la artillería egipcia. El conductor del primer vehículo, el cabo Siman-Tov Gana, resultó gravemente herido, pero proporcionó fuego de cobertura para el resto de las fuerzas, ya que se retiró, y fue galardonado con la mención de Héroe de Israel por sus esfuerzos. Seis israelíes murieron y 14 resultaron heridos en la batalla.

## Consecuencias

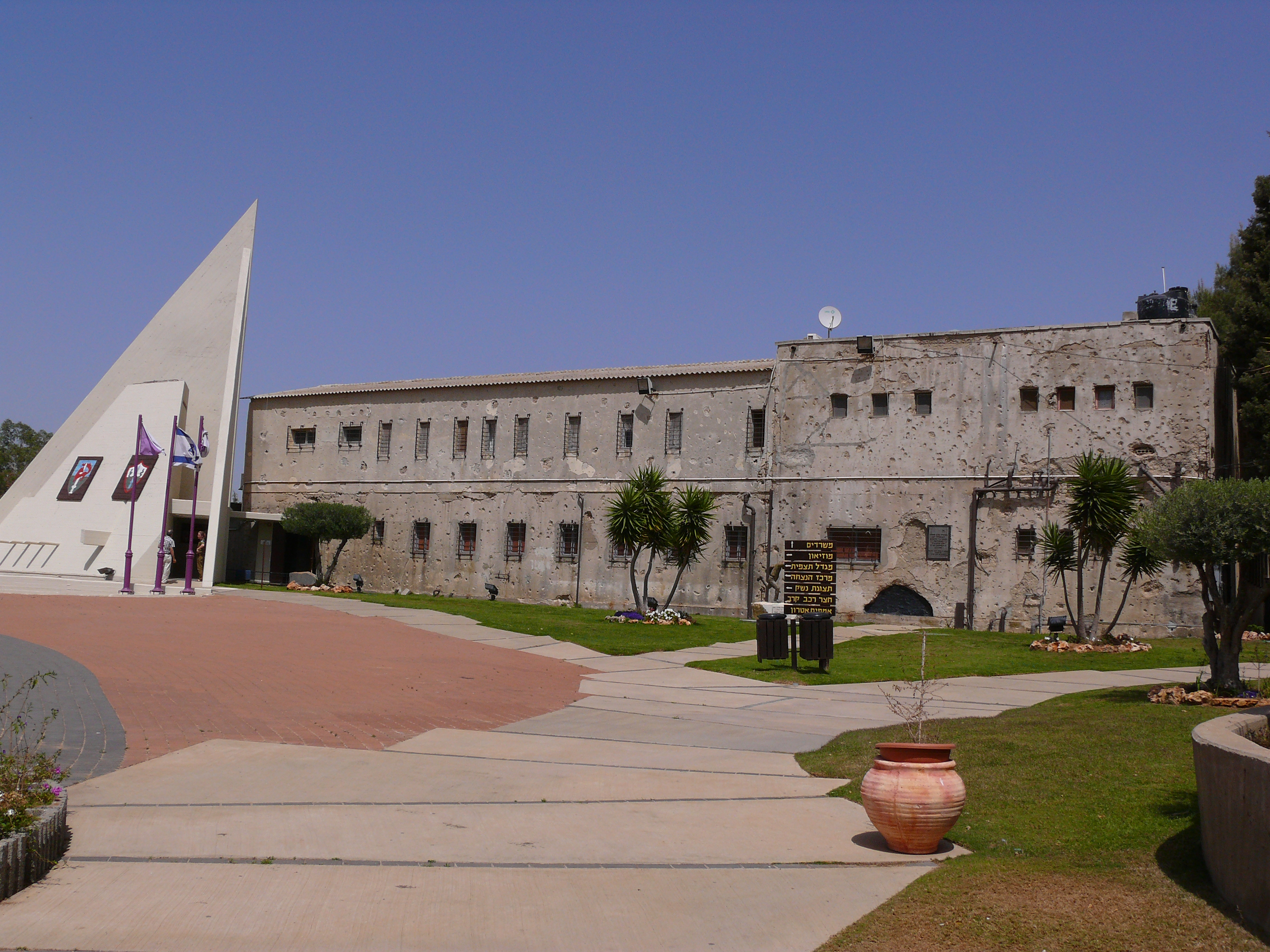
El Museo Guivati en la Fortaleza Yoav en 2008.

En la operación Shmone, las Fuerzas de Defensa de Israel lograron de manera significativa reducir el tamaño de la bolsa de Faluya, limitándola únicamente a Faluya e Irak al-Manshiyya. Las fuerzas israelíes victoriosas regresaron para una celebración de la victoria que tuvo lugar en Negba una semana después. Negba, que había sido atacada dos veces por las fuerzas egipcias, presentó la bandera egipcia de la fortaleza por parte de Yitzhak Sadeh.
El oficial de cultura de la brigada Guivati, Abba Kovner, renombró la estructura como Fortaleza Yoav (en hebreo: מְצוּדַת יוֹאָב‎), en honor a Yitzhak «Yoav» Dubno, quien fue muerto en acción en Negba el 21 de mayo de 1948. La fortaleza se convirtió en una base militar israelí y el Museo Guivati fue inaugurado allí en la década de 1980. 

## Lectura adicional
- Sadeh, Yitzhak (1950). How the Fortress was Captured (en hebreo). Workers' Library.

- Datos: Q778733
- Multimedia: Fort Yoav / Q778733